# Campionati europei di judo 1955
I Campionati europei di judo 1955 sono stati la 5ª edizione della competizione organizzata dalla European Judo Union.
Si sono svolti a Parigi, in Francia, dal 3 al 5 dicembre 1955.

## Medagliere
| Pos.   | Nazione        | Oro | Argento | Bronzo | Totale |
| ------ | -------------- | --- | ------- | ------ | ------ |
| 1      | Francia        | 4   | 3       | 1      | 8      |
| 2      | Paesi Bassi    | 1   | 1       | 3      | 5      |
| 3      | Regno Unito    | 1   | 1       | 1      | 3      |
| 4      | Belgio         | 1   | 0       | 1      | 2      |
| 5      | Cecoslovacchia | 0   | 0       | 2      | 2      |
| 6      | Germania Ovest | 0   | 0       | 1      | 1      |
| 6      | Austria        | 0   | 0       | 1      | 1      |
| Totale | Totale         | 6   | 6       | 10     | 22     |

## Podi

### Uomini
| Evento         | Oro             | Argento            | Bronzo                           |
| 1º dan         | André Colonges  | Dominique Demartre | Willem Dadema Jan De Waal        |
| 2º dan         | Daniel Outelet  | Douglas Young      | Alexandr Adamec Tony Mack        |
| 3º dan         | Anton Geesink   | Henri Courtine     | Alfred Tompich André Colonges    |
| 4º dan         | Jean De Herdt   | Robert Sauveniere  |                                  |
| Categoria Open | Bernard Pariset | Anton Geesink      | Pierre De Rouck Heinrich Metzler |
| Gara a squadre | Francia         | Regno Unito        | Austria Paesi Bassi              |